# サンデーわいわいワイドショー
『サンデーわいわいワイドショー』は、1965年7月11日から同年10月10日までTBS系列局で放送されていた、TBS製作の視聴者参加型のバラエティ番組である。全3回。放送時間は日曜 13:30 - 14:30（日本標準時）

## 概要
毎回4つの視聴者参加型ゲーム（番組内では「コンテスト」と呼称）を中心に、歌とショーなどで構成。メインであるゲームは、主婦の力試し「パンチ・コンテスト」や、夫が妻の鼻だけを見て本当の妻を当てる「ドンタッチ・コンテスト」、4人乗りの軽自動車に何人乗れるかを競うゲームなど、斬新奇抜なものが多かった。
番組は同タイトルでの放送を3回で終了し、ゲーム（コンテスト）内容をマイルドにした後継番組『ゲーム・ゲーム・ショー』へとリニューアルした。

## 出演者

### 司会
- 安川実（ミッキー安川）[2]
- 松岡圭子[1]

### コントグループ
- 玉川良一
- 紫倉万里子
- ほか

### 担当不詳
- 坂本新兵[1]

## 参考資料
- 毎日新聞縮刷版
- TBS50年史（2002年1月、東京放送編・発行）…国立国会図書館サーチの書誌情報
  - 付録のDVD-ROM『ハイブリッド検索編』
    - テレビ番組データベース